# Jogos Paralímpicos de Inverno de 1976

Os Jogos Paraolímpicos de 1976 foram as primeiras Paraolimpíadas de Inverno. Realizaram-se em Örnsköldsvik, Suécia, de 21 a 28 de Fevereiro de 1976. As deficiências incluídas nestas Paraolimpíadas foram cegueira e amputados. Dezasseis países participaram, com 250 atletas. Houve competições em esqui Alpino e Nórdico para atletas amputados e deficientes visuais.

## Quadro de medalhas
| Ordem | País               | Medalha de ouro | Medalha de prata | Medalha de bronze |    |
| ----- | ------------------ | --------------- | ---------------- | ----------------- | -- |
| 1     | Alemanha Ocidental | 10              | 12               | 6                 | 28 |
| 2     | Suíça              | 10              | 1                | 1                 | 12 |
| 3     | Finlândia          | 8               | 7                | 7                 | 22 |
| 4     | Noruega            | 7               | 3                | 2                 | 12 |
| 5     | Suécia             | 6               | 7                | 7                 | 20 |
| 6     | Áustria            | 5               | 16               | 14                | 35 |
| 7     | Tchecoslováquia    | 3               | 0                | 0                 | 3  |
| 8     | França             | 2               | 0                | 3                 | 5  |
| 9     | Canadá             | 2               | 0                | 2                 | 3  |

## Países participantes
| - FRG Alemanha Ocidental - AUT Áustria - BEL Bélgica - CAN Canadá - CEC Checoslováquia - USA Estados Unidos - FIN Finlândia - FRA França | - JPN Japão - YUG Iugoslávia - NOR Noruega - POL Polônia - GBR Grã-Bretanha - SWE Suécia - SUI Suíça - UGA Uganda |